# Mr. Smith Goes to Washington

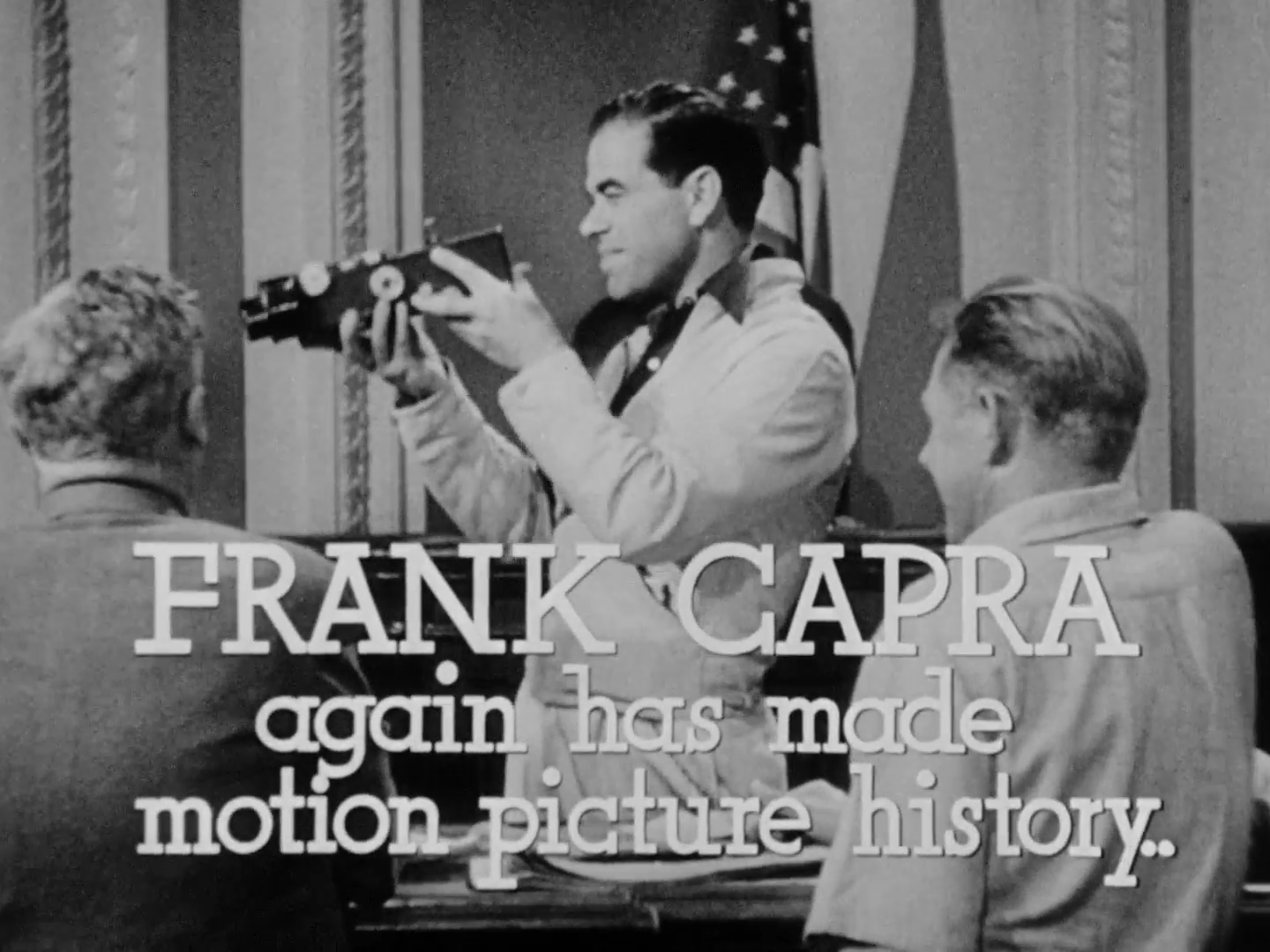
Frank Capra tijdens de opnames van Mr. Smith Goes to Washington

Mr. Smith Goes to Washington is een Amerikaanse speelfilm van Frank Capra uit 1939. James Stewart speelt in deze politieke tragikomedie de hoofdrol van Jefferson Smith, een jeugdige padvindersleider die de werkelijke wereld van de Amerikaanse politiek aan den lijve ondervindt als hij wordt aangesteld als senator.
Het scenario werd geschreven door Sidney Buchman, die de plot baseerde op een ongepubliceerd verhaal van Lewis R. Foster met de titel The Gentleman from Montana. Al bij zijn première veroorzaakte de film veel opschudding en werd onder andere afgeschilderd als anti-Amerikaans en procommunistisch. Desondanks werd Mr. Smith Goes to Washington een groot succes en betekende het de doorbraak voor James Stewart. De cast bevatte nog een groot aantal andere beroemde acteurs, zoals Claude Rains, Jean Arthur en Harry Carey. Mr. Smith Goes to Washington werd genomineerd voor elf Oscars en won een Oscar voor beste verhaal.

## Verhaal
| |  |  |
| Jefferson Smith (James Stewart) wordt door gouverneur Hubert Hopper (Guy Kibbee) gepresenteerd als nieuwe senator en wordt enthousiast ontvangen door de corrupte Jim Taylor (Edward Arnold) en zijn rechterhand Chick McGann (Eugene Pallette). |  |  |

Het verhaal begint in een niet nader genoemde staat in het westen van de Verenigde Staten. De staat werd aanvankelijk vertegenwoordigd door twee senatoren, namelijk Sam Foley en Joseph Paine (Claude Rains). Wanneer Foley onverwacht komt te overlijden moet de gouverneur van de staat, Hubert "Happy" Hopper (Guy Kibbee), een vervanger kiezen. De corrupte Jim Taylor (Edward Arnold) heeft een grote invloed op Hopper en heeft samen met Paine geheime plannen om een wetsvoorstel door te duwen voor de bouw van de Willet Creek Dam. Taylor opteert ervoor zijn stroman Horace Miller als vervanger te gebruiken, terwijl het volk de hervormer Henry Hill prefereert. Terwijl Hopper niet kan besluiten wie van de twee hij zou moeten kiezen, stellen zijn kinderen hem nog voor een derde keuze, namelijk de verlegen Jefferson Smith (James Stewart), het hoofd van Boy Rangers, hun padvindersclub. Uiteindelijk kiest Hopper voor Smith, omdat deze populair is bij het volk en tegelijk door zijn schijnbare naïviteit een geschikte stroman lijkt.

### Naar Washington
Wanneer Jefferson Smith samen met senator Joseph Paine in de trein naar Washington zit, vertelt hij Paine over zijn vader, die voordat hij overleed goed bevriend was met Paine. Smith had door de verhalen van zijn vader een grote bewondering voor Paine, maar weet niet dat Paine een corrupt politicus is geworden. Wanneer de twee in Union Station door een grote delegatie worden ontvangen, ontmoet Smith Susan Paine (Astrid Allwyn), de dochter van de senator, en wordt op slag verliefd op haar. Wanneer Smith het station uitloopt wordt hij voor de tweede maal overdonderd, deze keer door de aanblik van het fraai verlichte Capitool. Hij besluit om een stadstoer te maken en is vijf uur lang onvindbaar.
| |  |  |
| Links: Jefferson Smith wordt enthousiast verwelkomd door Susan Paine (Astrid Allwyn) en haar vriendinnen op het Union Station in Washington. Rechts: Jefferson Smith en Clarissa Saunders (Jean Arthur) in de taxi, door de achterruit is het Capitool te zien. |  |  |

Jefferson Smith komt eindelijk aan in zijn kantoor en ontmoet zijn verontruste secretaresse, Clarissa Saunders (Jean Arthur). Deze cynische jongedame kreeg van Joseph Paine de opdracht om Smith in de gaten te houden, maar organiseert met haar minnaar, journalist Diz Moore (Thomas Mitchell) een persconferentie. De volgende dag wordt Smith in de kranten van Washington zwartgemaakt. Nadat hij in de Senaat de eed heeft afgelegd, rent hij de stad door om elke betrokken journalist in elkaar te slaan.

### Het wetsvoorstel
Om Smith af te leiden stelt Paine hem voor om een wet te ontwerpen. Enthousiast gaat Smith met Saunders aan de slag en vertelt haar zijn plannen om een padvinderskamp te laten bouwen op een stuk grond langs Willet Creek. Dit project wil hij financieren door een lening van de staat die terugbetaald zal worden door vrijwillige bijdragen van de padvinders zelf. Samen werken ze de hele nacht door om het voorstel klaar te krijgen voor de volgende ochtend.
Wanneer Jefferson Smith stotterend het wetsvoorstel in de Senaat voordraagt, wordt het enthousiast ontvangen en al snel stromen de donaties binnen. Wat Smith echter niet weet, is dat de grond die hij op het oog had al in het geheim was opgekocht door Jim Taylor, die middels een ander wetsvoorstel hier de Willet Creek Dam wil laten bouwen. Deze reist naar Washington om Joseph Paine te instrueren in zijn plannen om Smith buiten spel te zetten. Ze besluiten om Smith af te leiden op de dag dat het wetsvoorstel met betrekking tot de Willet Creek Dam besproken wordt. Susan Paine wordt ingeschakeld, die Smith een dag lang de stad laat zien. Wanneer Smith laat in zijn kantoor komt, ontmoet hij Saunders en Diz Moore in een beschonken toestand. Saunders licht hem in over de geheime plannen van de bouw van de Willet Creek Dam, waarop Smith naar Paines huis gaat. Paine probeert Smith te sussen, maar in een volgende zitting van de Senaat beschuldigt hij Smith ervan dat zijn wetsvoorstel frauduleus is, aangezien het land langs Willet Creek al in zijn bezit is, en eist zijn aftreding. Smith is zo geschokt dat hij niet weet hoe hij moet reageren, waarna hij het gebouw verlaat.

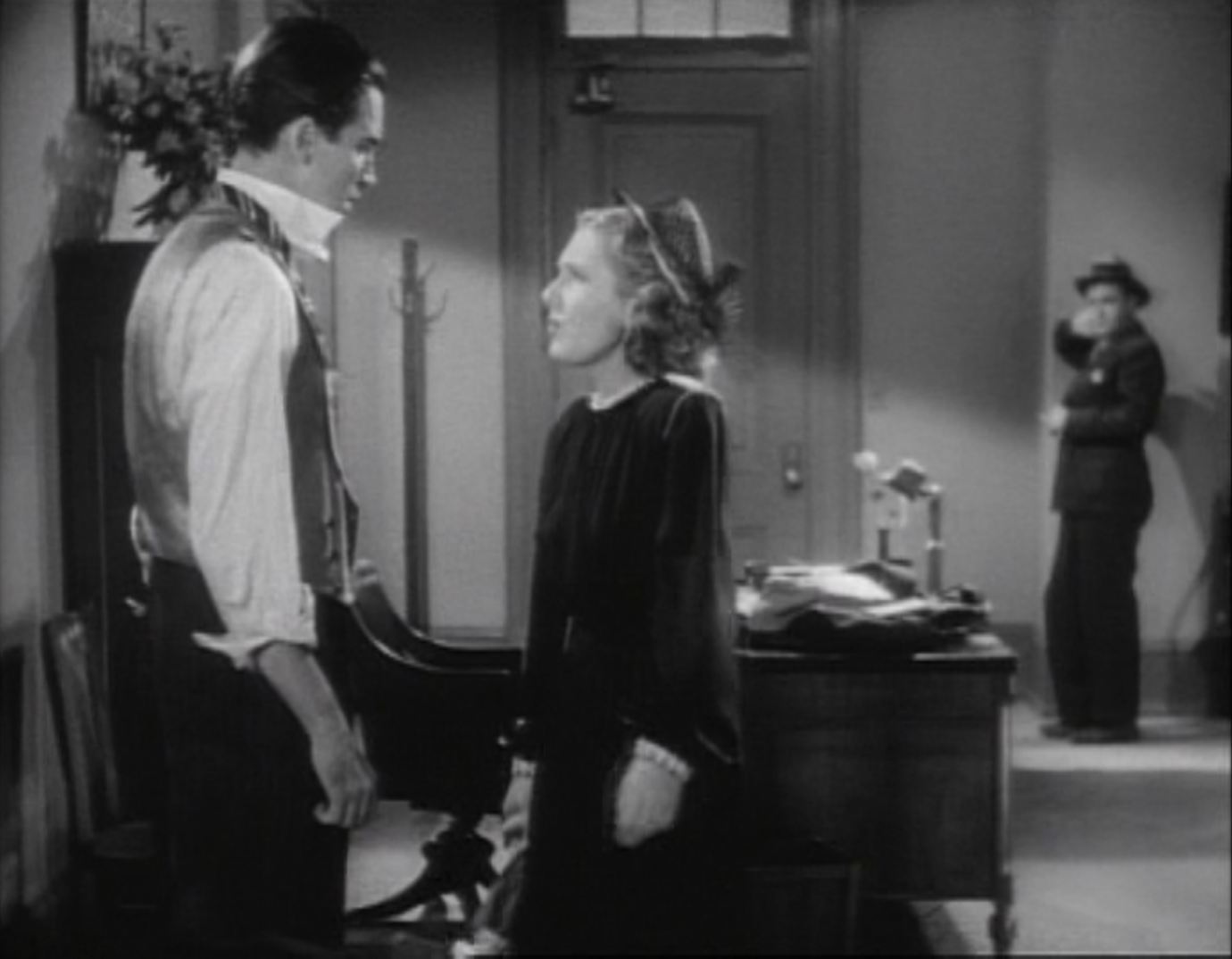
Clarissa Saunders onthult aan Jefferson Smith de plannen voor de Willet Creek Dam, terwijl journalist Diz Moore (Thomas Mitchell) meeluistert.

Clarissa Saunders was eerst niet ingenomen met haar verlegen werkgever, maar kreeg later steeds meer bewondering voor hem en raakte uiteindelijk zelfs verliefd op Smith. Zij besluit hem te helpen en stelt hem voor om door middel van een filibuster het wetsvoorstel van de bouw van de Willet Creek Dam uit te stellen, zodat hij de tijd heeft om zijn onschuld te bewijzen.

### Smiths toespraak

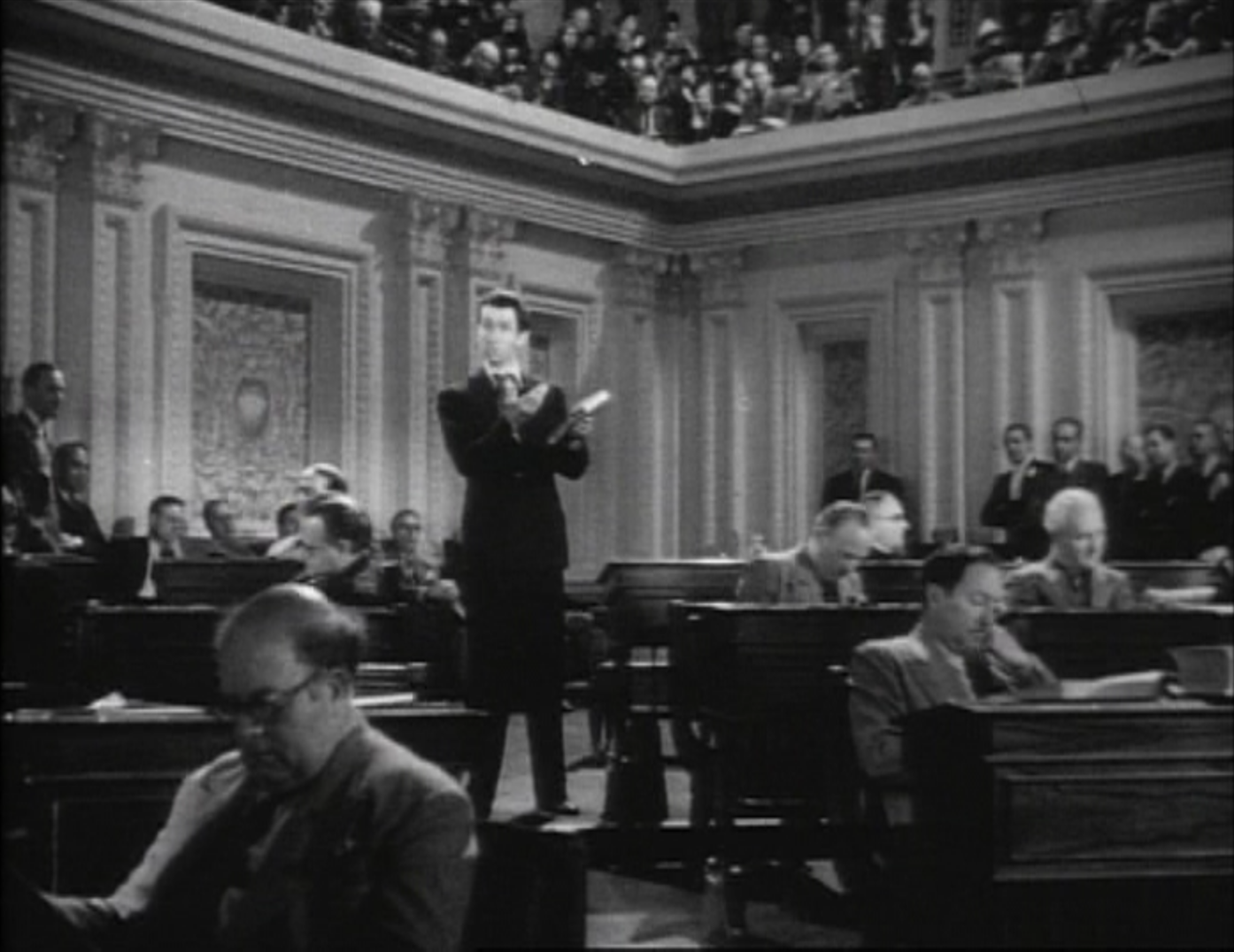
Jefferson Smith spreekt de onoplettende senatoren toe.

Smith praat non-stop 24 uur lang, waarbij hij spreekt over de Amerikaanse idealen van vrijheid en de geheime plannen van Paine en Jim Taylor openbaart. Ondertussen slaagt Taylor er echter in om de pers in Smiths thuisstaat te beïnvloeden en Smith zwart te maken, zodat hij niet herkozen zal worden. De senatoren beginnen echter aandacht te krijgen voor de boodschap van Smith. Maar Paine laat daarop in bakken en manden de brieven binnenbrengen van verontwaardigde burgers uit Smiths thuisstaat, die geloof hechten aan de leugens van de pers. Smith leest uitgeput een aantal van de brieven en raakt eerst ontmoedigd, maar dankzij de glimlach van de voorzitter van de Senaat (Harry Carey) besluit hij niet op te geven. Nadat hij zijn luisteraars dit laat weten, bezwijkt hij van vermoeidheid. Paine wordt daarop zo overmand door schuldgevoelens, dat hij de zitting verlaat en tracht zelfmoord te plegen. Hij wordt echter tegengehouden door zijn collega's. Paine rent de Senaatskamer weer binnen en schreeuwt dat hijzelf uit de Senaat gegooid moet worden in plaats van Smith. Vervolgens onthult hij de plannen betreffende de Willet Creek Dam.

### Alternatief einde

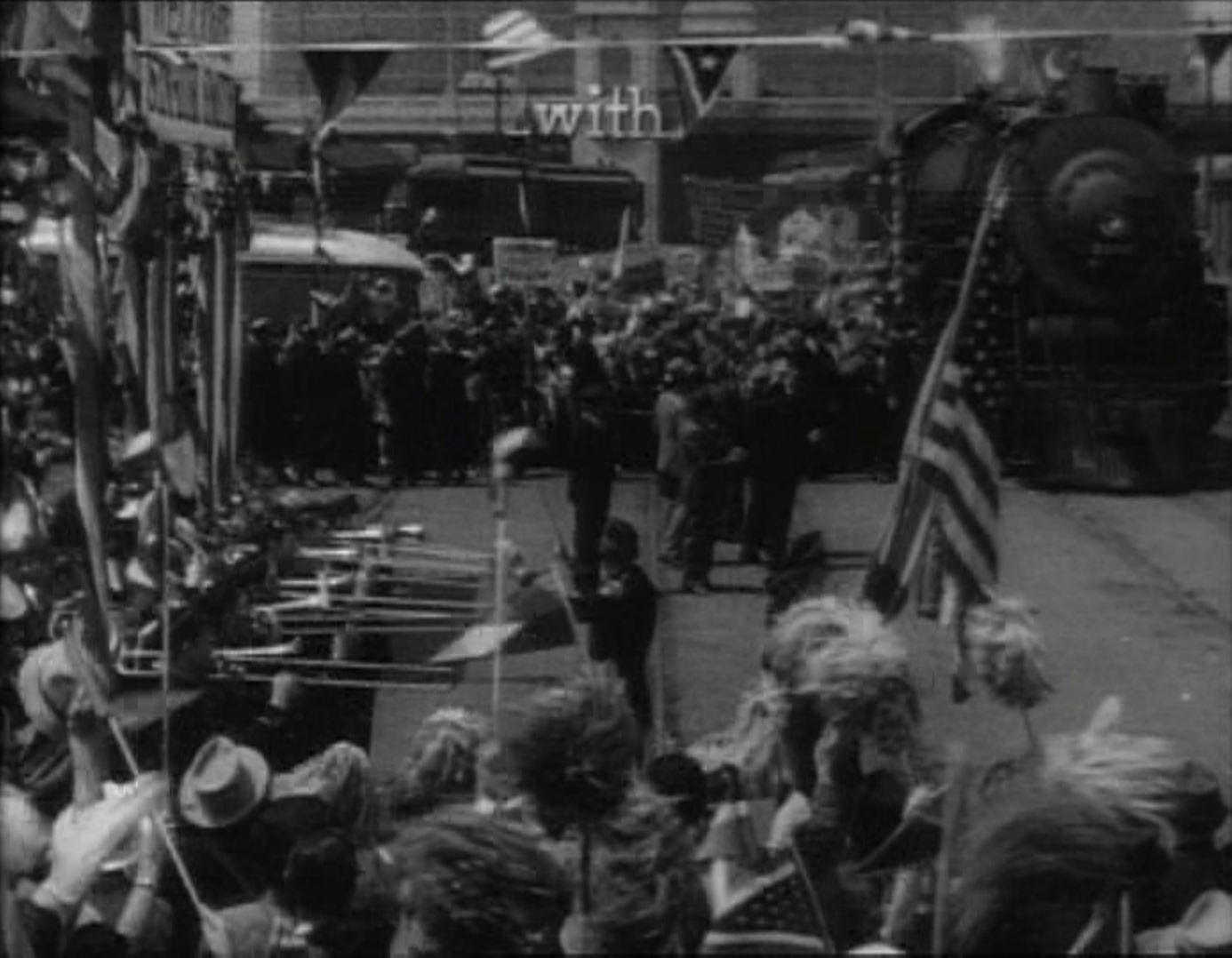
De verwijderde scènes van Jefferson Smiths terugkeer in zijn woonplaats zijn verwerkt in de filmtrailer.

Het einde van de film was in het aanvankelijke script veel langer. Na zijn laatste toespraak zou Jefferson Smith nog terugkeren naar zijn thuisstad in gezelschap van Clarissa Saunders, waar ze worden ontvangen met een grote parade. Jim Taylor wordt ontmaskerd, waarna Smith met zijn motorfiets op bezoek gaat bij Joseph Paine en hem vergeeft. Later brengt hij nog een bezoek aan zijn moeder. Het alternatieve einde impliceert dat Smith en Saunders uiteindelijk trouwen.
Gedeeltes van deze scènes zijn te zien in de originele filmtrailer.

## Script en scenario
De regisseur Rouben Mamoulian kocht voor $1.500 het ongepubliceerde verhaal The Gentleman from Montana van de schrijver Lewis R. Foster. Columbia Pictures was geïnteresseerd in het verhaal, waarbij ze aan Ralph Bellamy dachten als hoofdrolspeler. Aanvankelijk wilde Mamoulian het verhaal niet verkopen, maar hij ging uiteindelijk akkoord om het voor hetzelfde bedrag te verkopen, op voorwaarde dat hij een contract voor een film bij Columbia Pictures kreeg. Uiteindelijk koos Columbia Pictures Frank Capra om het verhaal te verfilmen. De studio was in vergelijking met andere studio's slechts een kleine onderneming en Capra was hun enige beroemde contractant.

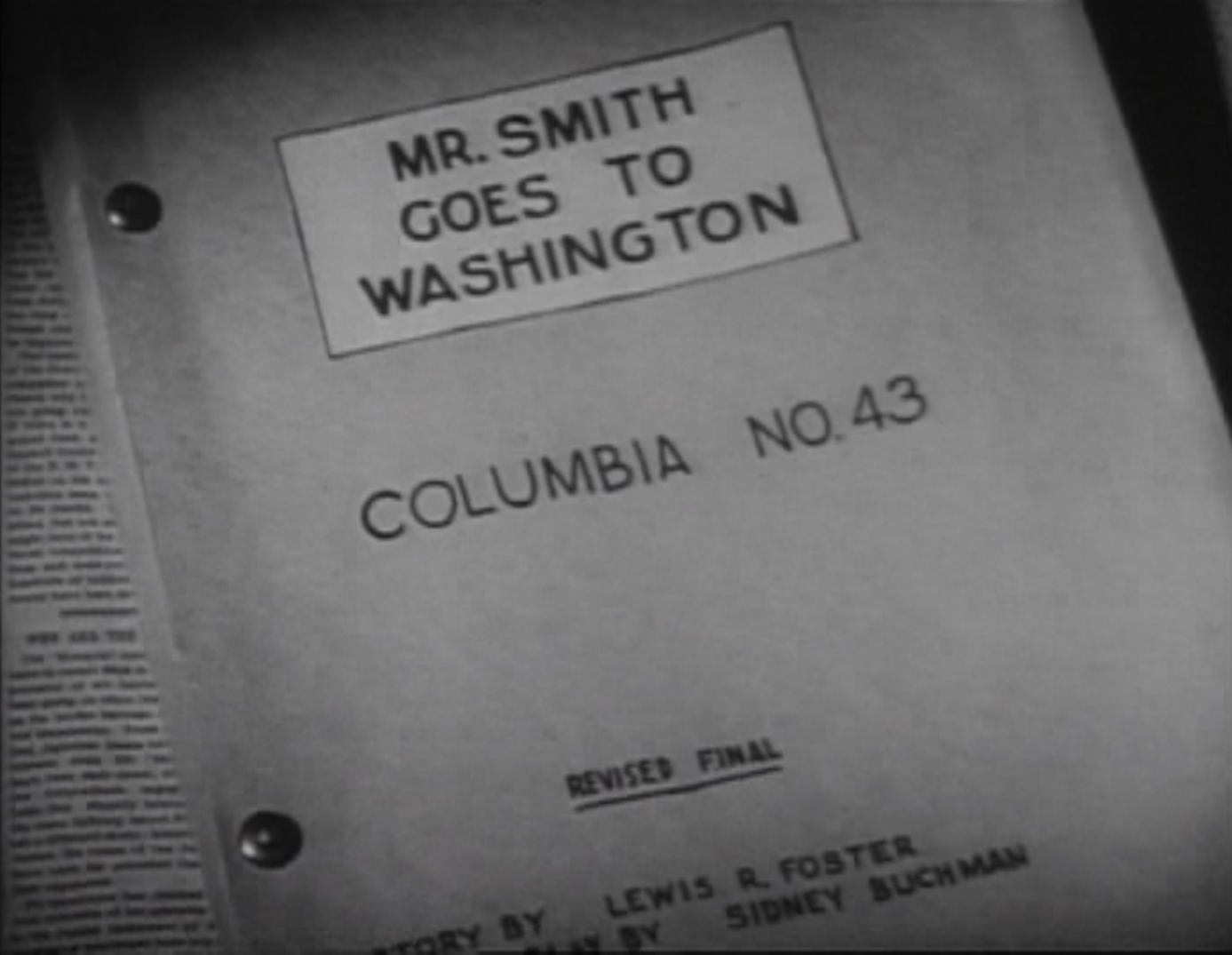
Het filmscript

Wat Frank Capra in het verhaal van Foster aansprak, was het eerbetoon aan de vrijheid en de democratie, iets wat in de Verenigde Staten op dat moment erg actueel was, nu het nationaalsocialisme in Europa de kop op stak en de Tweede Wereldoorlog op handen was. Het script liet duidelijk zien hoe betrekkelijk vrijheid kan zijn. Ook wilde Capra middels de film de media aan de kaak stellen, door te tonen op welke manier deze macht konden uitoefenen op de publieke opinie. Frank Capra wilde geen enkele politieke voorkeur door laten schemeren in de film en vermeed daarom elke referentie aan de Republikeinse of de Democratische Partij, die beide waren vertegenwoordigd in de Senaat. Hij was echter bang dat het publiek toch zijn conclusies zou trekken en een nationale crisis zouden veroorzaken: de democraten zitten immers rechts en de republikeinen links. Op deze manier kon de corrupte Joseph Paine alsnog als een republikein geïdentificeerd worden.
In eerste instantie wilde Frank Capra het script door scenarist Sidney Buchman uit laten werken als een vervolg van zijn succesvolle Mr. Deeds Goes to Town, onder de titel Mr. Deeds Goes to Washington. Hij wilde Gary Cooper opnieuw de rol van Longfellow Deeds laten spelen, alweer met Jean Arthur als tegenspeelster. MGM liet echter weten dat ze Cooper niet wilden uitlenen en Capra's keuze viel daarop op James Stewart. Arthur en Stewart vertolkten ook de hoofdrollen in Capra's vorige film You Can't Take It with You en MGM was bereid om Stewart voor een tweede keer aan Columbia uit te lenen. Nu de film zonder Gary Cooper niet langer als een vervolg van Mr. Deeds Goes to Town kon worden beschouwd, veranderde Capra de titel op 26 januari 1939 in Mr. Smith Goes to Washington. Buchman stond erom bekend dat hij goede dialogen schreef en Capra gebruikte ze vrijwel allemaal in de film. Het uitgewerkte script van Buchman werd een van de meest gedetailleerde scripts van Capra's films.

### Bezoek aan Washington

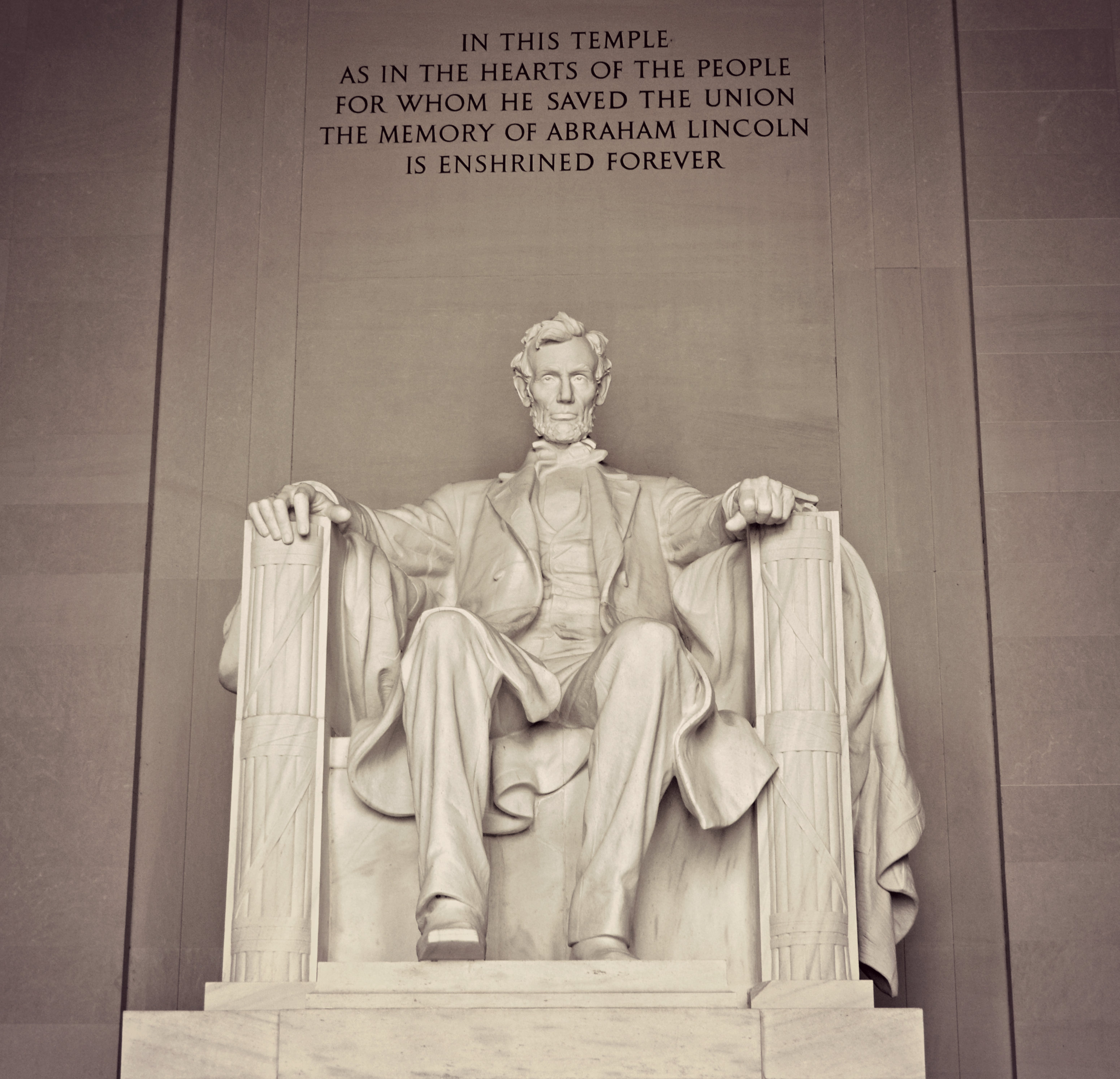
Jefferson Smith bezoekt tweemaal het Lincoln Memorial in de film.

Frank Capra reisde samen met zijn assistent Art Black en scenarist Buchman in oktober 1938 naar Washington om indrukken op te doen. Capra schreef in zijn boek The Name Above the Title dat ze eerst in een touringbus rondreden om "Washington te zien door de slaperige ogen van onze nieuwbakken Senator uit Montana". In het Lincoln Memorial waren ze getuige van een jongetje dat zijn grootvader de tekst van de Gettysburg Address voorlas, Abraham Lincolns beroemde toespraak die in de wand is uitgebeiteld. Capra was vastbesloten dit in een scène te verwerken, de film zou het volgens hem alleen al waard zijn om te produceren zodat het publiek "een jongen Lincoln kan horen voorlezen aan zijn grootvader". In de film beëindigt Smith zijn bezichtigingen van de monumenten in Washington bij het standbeeld van Lincoln. Niet alleen leest de jongen de tekst voor aan zijn opa, maar er verschijnt ook een Afro-Amerikaanse man, die vol dankbaarheid zijn pet afneemt. De scène staat niet alleen symbool voor Amerika's politieke principes, maar ook voor Smiths besluit om hiervoor te vechten, zoals Abraham Lincoln had gedaan.

### Censuur
Waarschijnlijk hadden zowel MGM als Paramount Pictures ook interesse in Fosters verhaal, aangezien beide filmmaatschappijen het in januari 1938 hadden laten censureren aan de hand van de Hays Code. Joseph Breen, het hoofd van het censureringskantoor, waarschuwde Columbia voordat ze de film in productie namen, omdat het script "een weinig vleiend beeld van onze manier van regeren geeft". Hij was bang dat mensen in Amerika en het buitenland zouden denken dat de film een verkapte aanval op de democratie was. Daarom moest de film benadrukken dat "de Senaat is samengesteld uit een groep van geschikte, oprechte burgers, die zich reeds lang en onvermoeid inzetten voor de belangen van het volk". Breen gaf de raad om goed in overweging te nemen of een dergelijke film wel geproduceerd moet worden, aangezien hij 'vol explosieven' zit, zowel voor de filmindustrie als voor heel Amerika. Nadat het script was herschreven en opnieuw bij het censureringskantoor werd ingediend, was Joseph Breen enthousiaster:

It is a grand yarn that will do a great deal of good for all those who see it and, in my judgment, it is particularly fortunate that this kind of story is to be made at this time. Out of all Senator Jeff's difficulties there has been evolved the importance of a democracy and there is splendidly emphasized the rich and glorious heritage which is ours and which comes when you have a government 'of the people, by the people, and for the people'.
(Het is een groots verhaal dat veel goeds zal doen voor alle mensen die het zien en, naar mijn mening, is het bijzonder fortuinlijk dat dit soort verhalen worden gemaakt op dit moment. Door alle moeilijkheden van Senator Jeff wordt het belang van een democratie getoond en wordt ons rijk en glorieus erfgoed prachtig benadrukt, dat een gevolg is van een regering 'van het volk, door het volk en voor het volk'.)
— Joseph Breen

## Cast
In november 1938 begon het casten van de acteurs, waarvan 186 personen een tekstrol zouden hebben. James D. Preston, die veertig jaar lang werkzaam was als opzichter van de perstribune in het Capitool, werd door Capra ingeschakeld om te helpen bij het casten van 96 acteurs die geloofwaardig zouden overkomen als de senatoren.

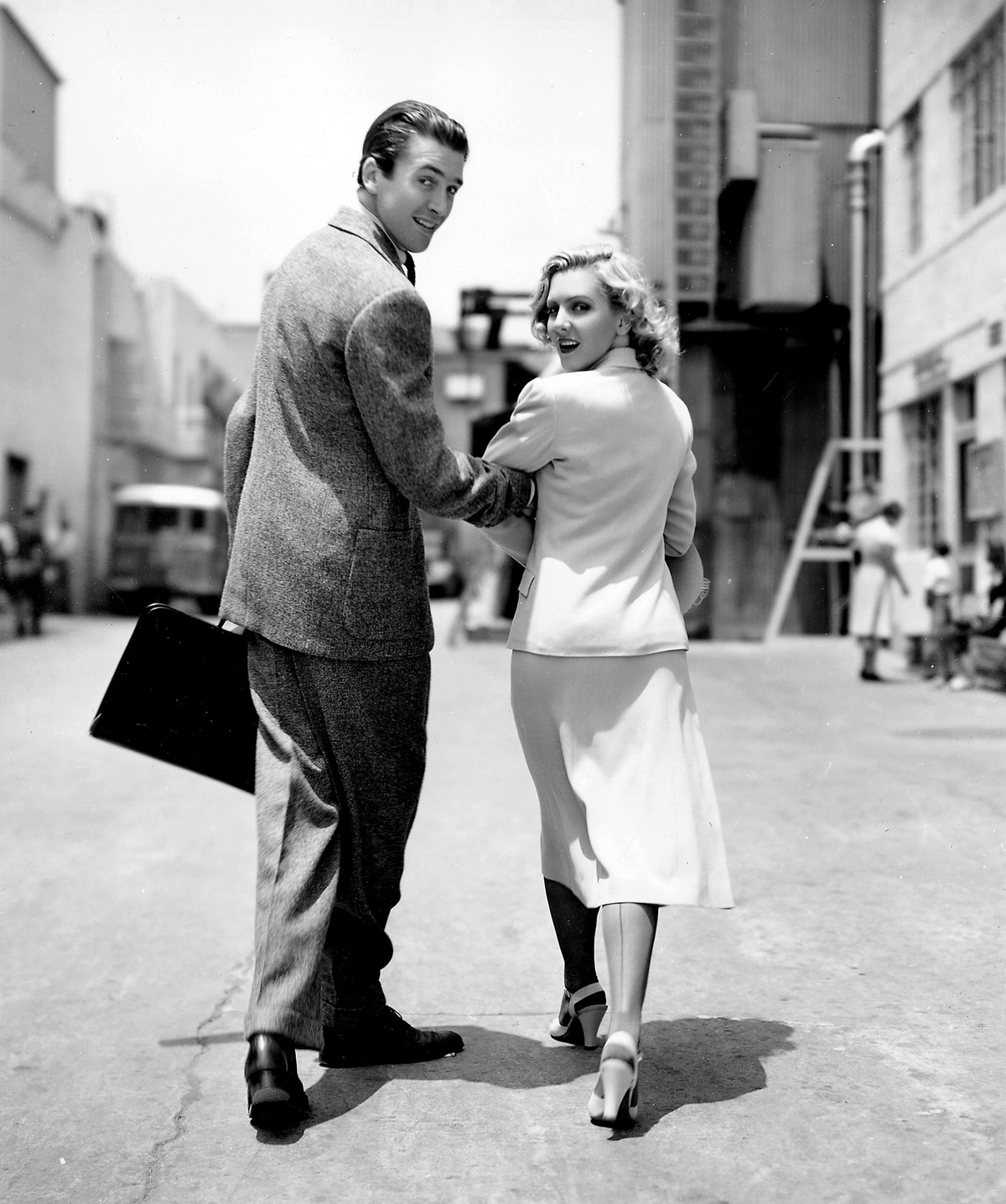
James Stewart en Jean Arthur lopen over het terrein van de Sunset Gower Studios, waar het grootste deel van Mr. Smith Goes to Washington werd gefilmd.

### James Stewart
Voor de rol van Jefferson Smith zocht Frank Capra iemand die in de film kon schitteren als een moderne variant van Abraham Lincoln. Hij moest een patriottistische en verlegen padvindersleider spelen, die echter wel besluitvaardig zou optreden wanneer hij dat nodig achtte. James Stewart speelde een jaar eerder in Capra's film You Can't Take It with You en had volgens hem alle kwaliteiten om deze rol te spelen. Door zijn stotterprobleem had Stewart een typische verlegen manier van spreken. Capra vertelde later dat hij alle vertrouwen had in Stewarts vertolking van Mr. Smith, "Hij leek op de jongen van het land, de idealist."
Zijn tegenspeelster Jean Arthur vertelde in een interview dat Stewart om vijf uur al naar de studio reed, bang als hij was dat hem iets onderweg zou overkomen. Deze toewijding werd vooral duidelijk tijdens de opnames van de filibuster-scène. Om de gevolgen van urenlang praten te imiteren, maakte James Stewart zijn stem hees met zuiveringszout of, zoals Frank Capra en Stewart later in interview beweerden, met een klein beetje kwikdichloride. Er was een arts aanwezig voor eventuele complicaties, maar die bleven gelukkig uit.

### Jean Arthur
Jean Arthur was al een favoriet van Capra; hij had haar 'ontdekt' en zorgde voor haar doorbraak met zijn film Mr. Deeds Goes to Town (1936). De filmproducent Frank Capra jr., een zoon van Frank Capra, noemde haar een "typische Capra-vrouw"; ze speelde in Mr. Smith Goes to Washington eerst een harde vrouw die ogenschijnlijk met de minste moeite teleurstellingen verwerkt, maar later ontdooit en de held aanspoort als hij de moed op wil geven. Zij was in de film ook degene die Jefferson Smith het idee gaf voor de filibuster.

### Claude Rains

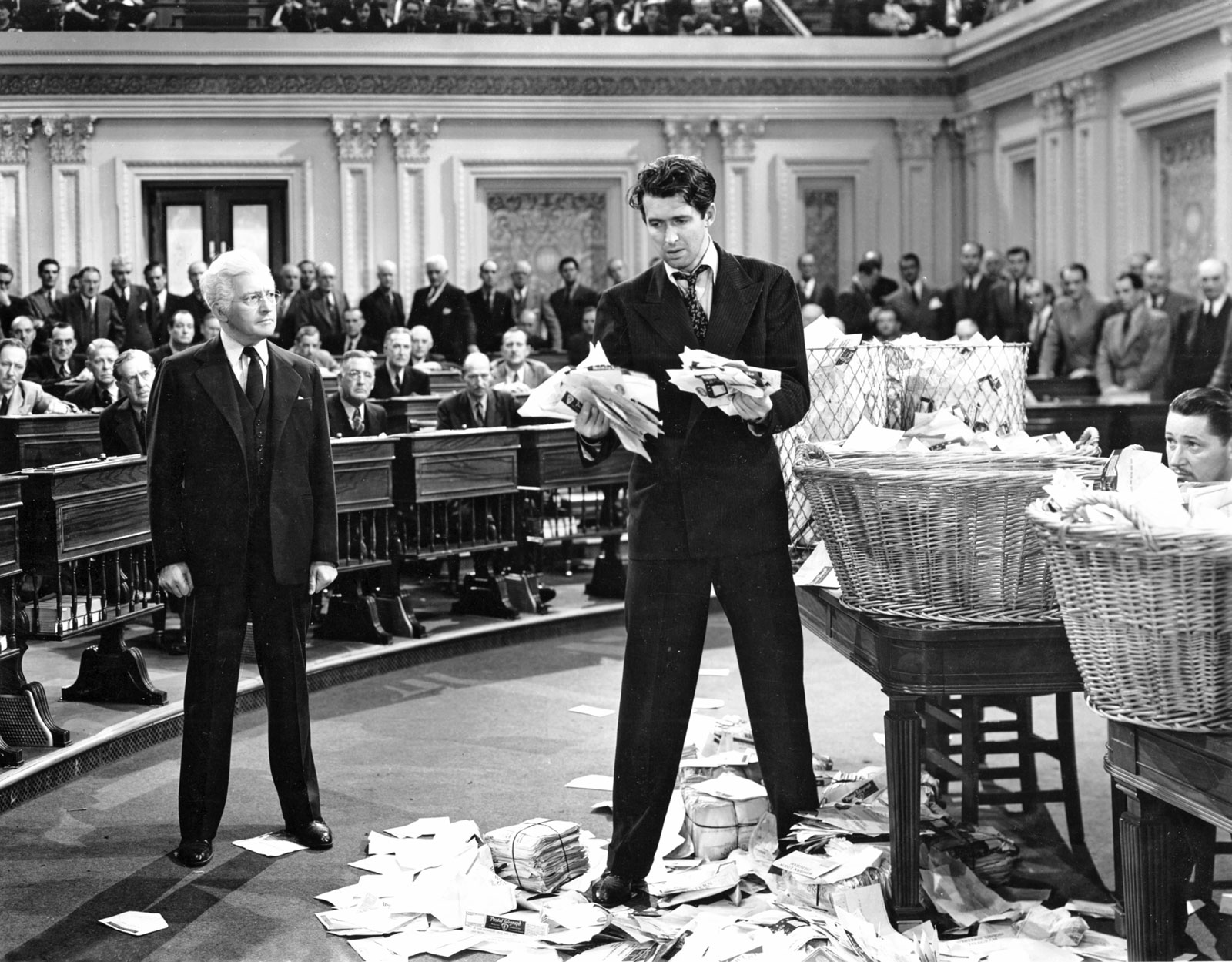
Claude Rains (links) in zijn rol als de geslepen senator Joseph Paine.

Voor de rol van de geslepen senator Joseph Paine zocht Capra een acteur die een eerbare vaderfiguur kon spelen, maar tegelijkertijd ook een geslepen politicus. Capra vertelde later dat hij tevergeefs een groot aantal lijsten met acteurs doorbladerde die castingbureaus hem hadden toegezonden, zonder een geschikte acteur te vinden. Na verloop van tijd schoot een van Capra's medewerkers de naam van een geschikte kandidaat te binnen: "Ik moet ineens denken aan een acteur die líjkt op een senator: Claude Rains." Capra had nooit eerder met Rains gewerkt, maar reageerde enthousiast. Volgens hem was deze Britse acteur uiterst geschikt om de rol van gedistingeerd politicus te spelen en had hij bovendien "het talent, de kracht en de diepte om de rol van de getergde idealist te spelen die de grond onder zijn voeten voelde verdwijnen." Claude Rains werd voor zijn rol van Joseph Paine genomineerd voor een Oscar voor beste mannelijke bijrol, zijn eerste nominatie.

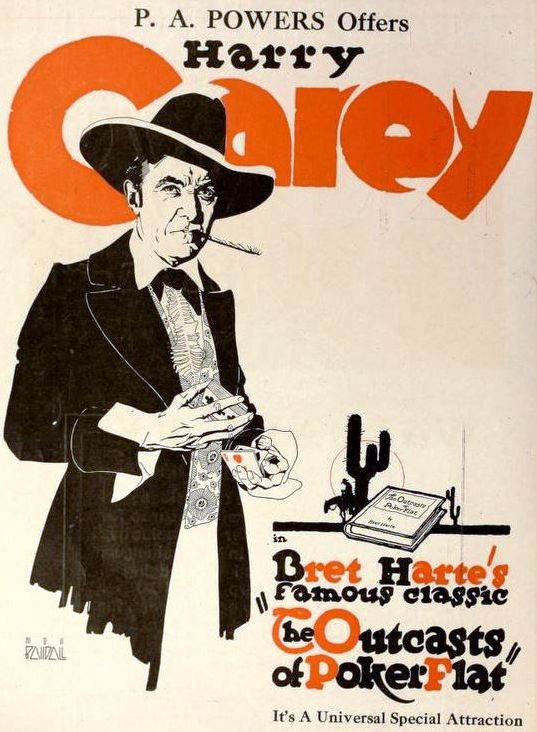
Advertentie voor The Outcasts of Poker Flat (1919); tijdens de opnames van deze film maakte Frank Capra kennis met Harry Carey.

### Harry Carey
Voor de voorzitter zocht Capra "een sterk Amerikaans gezicht", en vond deze in de filmveteraan Harry Carey, die in 1908 zijn loopbaan van filmacteur begon. Capra werkte in de studio tijdens de opnames van de western The Outcasts of Poker Flat (1919) en ontmoette op de set Harry Carey, de hoofdrolspeler. De twee raakten aan de praat en Capra onthulde aan Carey dat hij carrière wilde maken in de filmwereld. Capra kreeg van Carey een helpende hand en zo begon hij inderdaad naam te maken in de filmwereld. Door Carey nu te casten kon Capra hem een wederdienst bewijzen; Harry Carey was namelijk alweer op zijn retour. Tijdens de opnames was Carey zenuwachtig, omdat hij het grootste deel van zijn carrière in stomme westernfilms speelde. Zijn geoefende mimiek bleek echter erg waardevol; elke keer als Capra een opname nodig had van een reactie op Jefferson Smiths woorden, hoefde hij enkel een close-up te maken van Careys sprekende gezicht dat vriendelijkheid en aanmoediging uitstraalde. Ondanks dat Carey vrijwel geen tekst in de film had, werd hij genomineerd voor een Oscar voor beste mannelijke bijrol.

### Overige acteurs en figuranten

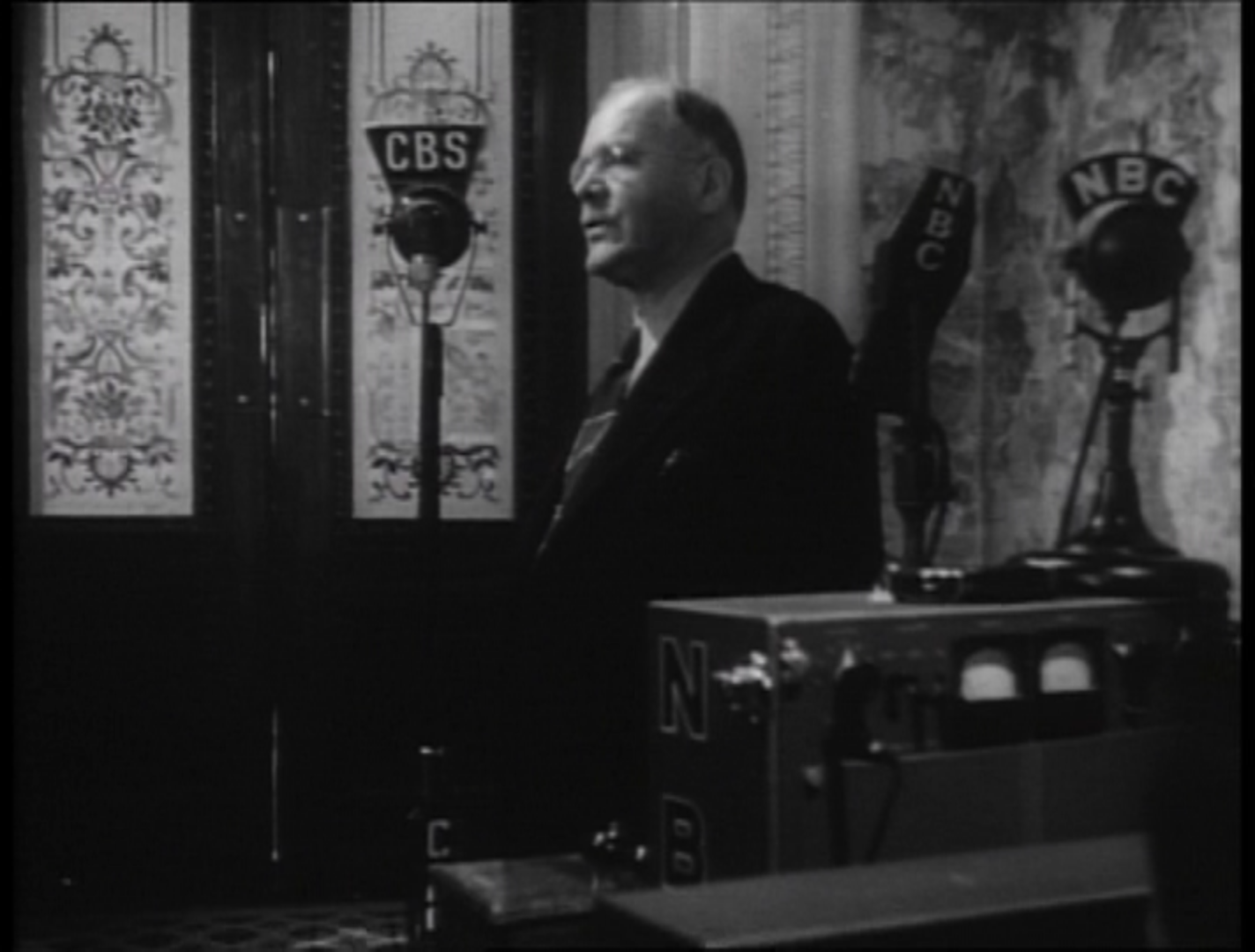
H. V. Kaltenborn doet verslag van Smiths filibuster voor CBS: "In the diplomatic gallery are the envoys of two dictator powers. They have come here to see what they can't see at home ...democracy in action"

Veel rollen werden ingevuld door acteurs met wie Capra vaker werkte. De corrupte Jim Taylor werd bijvoorbeeld vertolkt door Edward Arnold, die eerder in You Can't Take It with You (1938) speelde. H.B. Warner, die de Leider van de Meerderheid vertolkte, had zelfs al in drie films van Capra gespeeld.
Frank Capra had een groot oog voor detail en gaf zorgvuldig zijn instructies aan de acteurs, inclusief de figuranten. Deze gaf hij stuk voor stuk een eigen doel in de film. Hij vertelde bijvoorbeeld de ene figurant dat hij onderweg naar de dokter was, de andere werd zogenaamd voor boodschappen op pad gestuurd. In de film hadden alle figuranten daardoor hun eigen gedrag en looptempo, wat voor een extra authentiek beeld zorgde.
Capra's oog voor detail wordt ook geïllustreerd door de scène met de radiocommentator die verslag doet van Smiths filibuster in het Capitool. In plaats van een beroepsacteur liet Capra deze rol vertolken door H. V. Kaltenborn van CBS, een van de bekendste radiocommentatoren van de Verenigde Staten op dat moment. Door het vertrouwde, karakteristieke stemgeluid van Kaltenborn werd het radioverslag extra realistisch voor het Amerikaans publiek, dat zo het gevoel kreeg dat het om een echte nieuwsuitzending ging.
| Overzicht rolverdeling | Overzicht rolverdeling                                                                       | Overzicht rolverdeling | Overzicht rolverdeling |
| Acteur                 | Personage                                                                                    | Afbeelding             | Bekend van |
| ---------------------- | -------------------------------------------------------------------------------------------- | ---------------------- | --- |
| James Stewart          | Jefferson Smith, alias Daniel Boone, leider van de Boy Scouts, later senator in Washington   |                        | You Can't Take It with You (1938), The Philadelphia Story (1940), Rope (1948), Rear Window (1954), Anatomy of a Murder (1959) |
| Jean Arthur            | Clarissa Saunders, secretaresse van Jefferson Smith                                          |                        | Mr. Deeds Goes to Town (1936), Only Angels Have Wings (1939), A Foreign Affair (1948), Shane (1953)                           |
| Claude Rains           | Senator Joseph Harrison "Joe" Paine, alias The Silver Knight, senator van Smith's thuisstaat |                        | The Invisible Man (1933), Casablanca (1942), Notorious (1946), Lawrence of Arabia (1962)                                      |
| Edward Arnold          | Jim Taylor, zakenman met grote invloed op Joseph Paine                                       |                        | Crime and Punishment (1935), You Can't Take It with You (1938), Meet John Doe (1941), Ziegfeld Follies (1946)                 |
| Guy Kibbee             | Gouverneur Hubert Hopper, alias Happy                                                        |                        | 42nd Street (1933), Lady for a Day (1933), Captain Blood (1935), The Horn Blows at Midnight (1945)                            |
| Thomas Mitchell        | Diz Moore, journalist en minnaar van Clarissa Saunders                                       |                        | Lost Horizon (1937), Stagecoach (1939), Gone with the Wind (1939), The Outlaw (1943)                                          |
| Eugene Pallette        | Chick McGann, rechterhand van Jim Taylor                                                     |                        | Shanghai Express (1932), The Adventures of Robin Hood (1938), Tales of Manhattan (1942), Heaven Can Wait (1943)               |
| Beulah Bondi           | Ma Smith, Moeder van Jefferson Smith                                                         |                        | Penny Serenade (1941), It's a Wonderful Life (1946), The Baron of Arizona (1950), Latin Lovers (1953)                         |
| H.B. Warner            | Leider van de Meerderheid                                                                    |                        | A Tale of Two Cities (1935), Lost Horizon (1937), Sunset Boulevard (1950), The Ten Commandments (1956)                        |
| Harry Carey            | President van de Senaat                                                                      |                        | Straight Shooting (1917), The Trail of '98 (1928), Angel and the Badman (1947), Red River (1948)                              |
| Astrid Allwyn          | Susan Paine, dochter van Joseph Paine                                                        |                        | Lady with a Past (1932), Love Affair (1932), Hello, Sister! (1933), Follow the Fleet (1936)                                   |
| Ruth Donnelly          | Mrs. Hopper, vrouw van gouverneur Hubert Hopper                                              |                        | Hard to Handle (1933), Mr. Deeds Goes to Town (1936), This Is the Army (1943), Autumn Leaves (1956)                           |
| Grant Mitchell         | Senator MacPherson                                                                           |                        | Dancing Lady (1933), The Life of Emile Zola (1937), The Grapes of Wrath (1940), Arsenic and Old Lace (1944)                   |
| Porter Hall            | Senator Monroe                                                                               |                        | The Petrified Forest (1936), Make Way for Tomorrow (1937), His Girl Friday (1940), Going My Way (1944)                        |
| Pierre Watkin          | Leider van de Minderheid                                                                     |                        | Forgotten Faces (1936), The Shadow Returns (1946), The Second Face (1950), The Maverick Queen (1956)                          |
| Charles Lane           | Nosey, opdringerige journalist                                                               |                        | I Wake Up Screaming (1941), Arsenic and Old Lace (1944), It's a Wonderful Life (1946), It's a Mad, Mad, Mad, Mad World (1963) |
| William Demarest       | Bill Griffith                                                                                |                        | The Jazz Singer (1927), Fog Over Frisco (1934), The Great Ziegfeld (1936), Viva Las Vegas (1964)                              |
| Dick Elliott           | Carl Cook                                                                                    |                        | It's a Wonderful Life (1946), Hunt the Man Down (1950)                                                                        |
| Billy Watson           | Boy Scout, zoon van gouverneur Hopper                                                        |                        | |
| Delmar Watson          | Boy Scout, zoon van gouverneur Hopper                                                        |                        | |
| John Russell           | Boy Scout, zoon van gouverneur Hopper                                                        |                        | |
| Harry Watson           | Boy Scout, zoon van gouverneur Hopper                                                        |                        | |
| Gary Watson            | Boy Scout, zoon van gouverneur Hopper                                                        |                        | |
| Larry Simms            | Baby Dumpling, Boy Scout, zoon van gouverneur Hopper                                         |                        | |
| H. V. Kaltenborn       | Verslaggever CBS                                                                             |                        | |
| Milton Kibbee          | uncredited                                                                                   |                        | College Coach (1933), The Roaring Twenties (1939), The Story of Dr. Wassell (1944)                                            |
| Lafe McKee             | uncredited                                                                                   |                        | Ride Him, Cowboy (1932), The Lonely Trail (1936)                                                                              |
| Matt McHugh            | uncredited                                                                                   |                        | Freaks (1932) |

## Remakes en verwijzingen naar de film

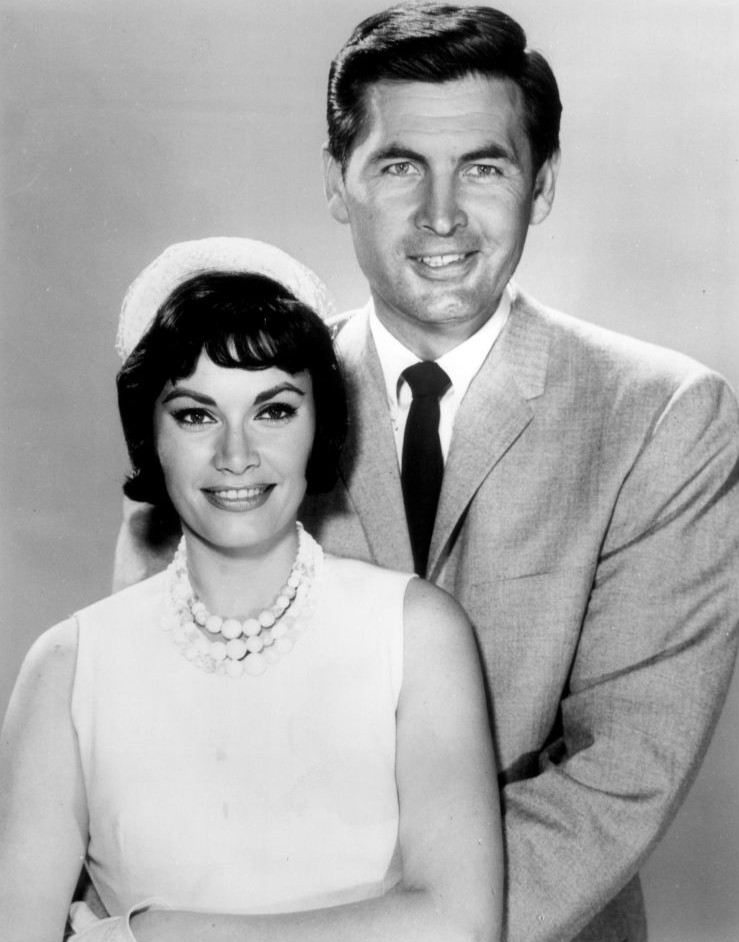
Sandra Warner en Fess Parker in de televisieserie Mr. Smith Goes to Washington van 1962.

## Productie

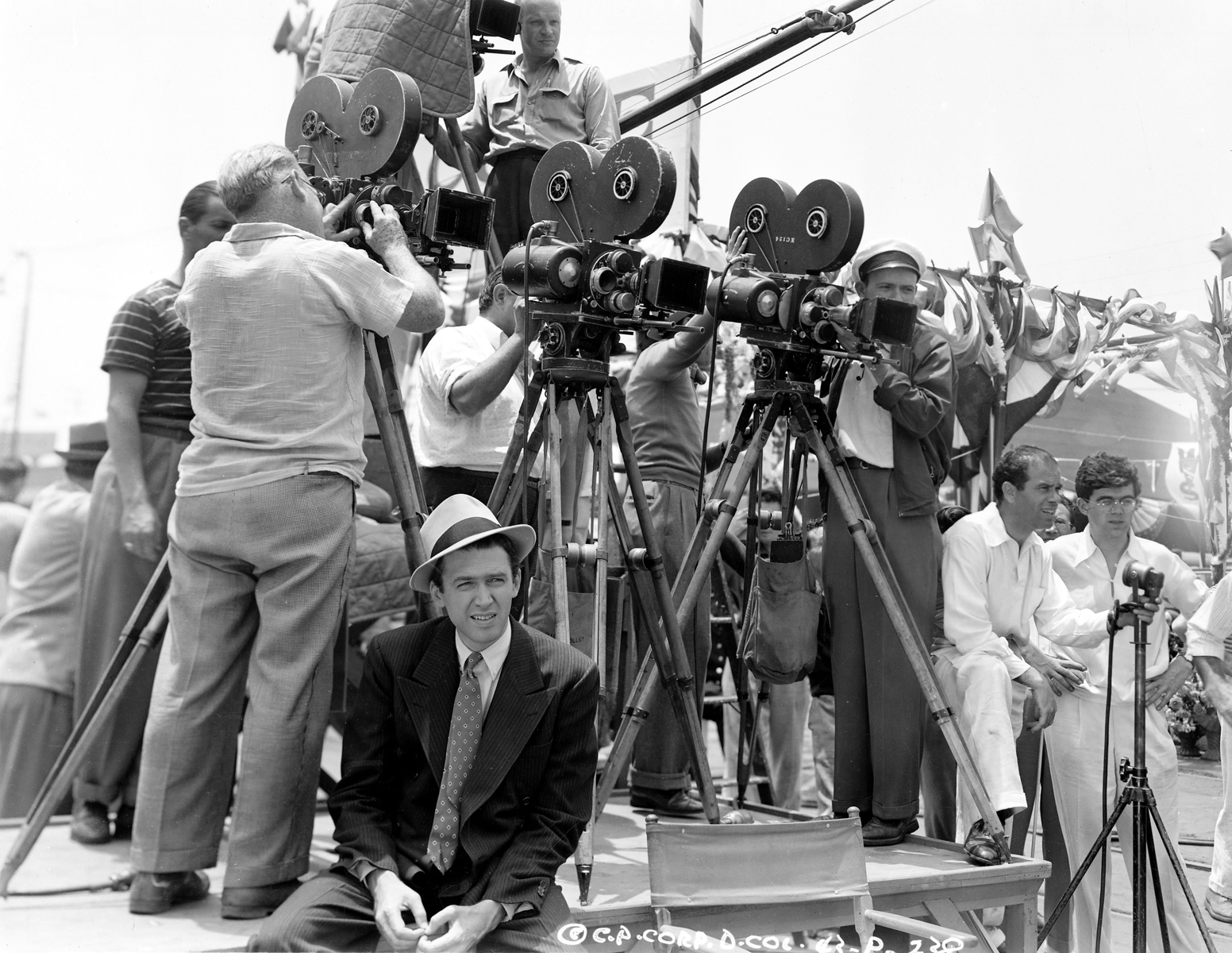
James Stewart (met hoed) en Frank Capra (tweede van rechts) tijdens een buitenopname

Mr. Smith Goes to Washington ging op 3 april 1939 in productie. De director of photography was Joseph Walker, de cameraman met wie Frank Capra in totaal twintig van zijn films had gemaakt. Voor de scène waarin Clarissa Saunders tegenover zichzelf toegeeft dat zij verliefd is geworden op Jefferson Smith, riep Capra de hulp in van regisseur Howard Hawks, die meer ervaring had in het filmen van romantiek.

### Filmlocaties
Sommige scènes werden in Washington geschoten, zoals het Union Station, het Lincoln Memorial en een aantal locaties in en rond het Capitool. Frank Capra had een voorkeur voor het filmen op locatie, wat naar zijn mening een veel realistischer beeld gaf. Voor de scène waarin Jefferson Smith een taxi neemt werd bijvoorbeeld een camera in de struiken verstopt. James Stewart hield vervolgens een taxi aan, betaalde de nietsvermoedende taxichauffeur en stapte na twee blokken weer uit. Ook de opname waarin Smith tegen de stroom in de trappen van het Capitool beklom was op locatie gefilmd. Capra wachtte hiervoor op het begin van de lunchpauze. Toen de werknemers in groten getale het gebouw verlieten, gaf Capra een afgesproken teken aan Stewart, waarop deze zich op de trappen naar boven wurmde.
De Senaat gaf echter geen toestemming aan Capra om in de Kamer van de Senaat te filmen. Dit was een tegenslag, aangezien een groot deel van de film zich hier afspeelt. Capra moest derhalve deze ruimte in zijn geheel laten nabouwen. De meeste opnames moesten daarom in de Sunset Gower Studios in Hollywood worden gemaakt, waar een enorme set was gemaakt. Na een inspectietrip naar Washington van Capra en zijn crew werden garderobes, kantoorruimtes en andere vertrekken uit het Capitool tot in het kleinste detail nagemaakt, alsook het interieur van de National Press Club. De sets waar Jean Arthur een rol in had, werden zodanig gebouwd dat zij altijd de ruimte binnenkwam met haar linkerzijde naar de camera gericht, volgens haar was dit namelijk haar beste kant. Voor de buitenscènes werd onder andere gebruikgemaakt van de New York Street set van Warner Bros.

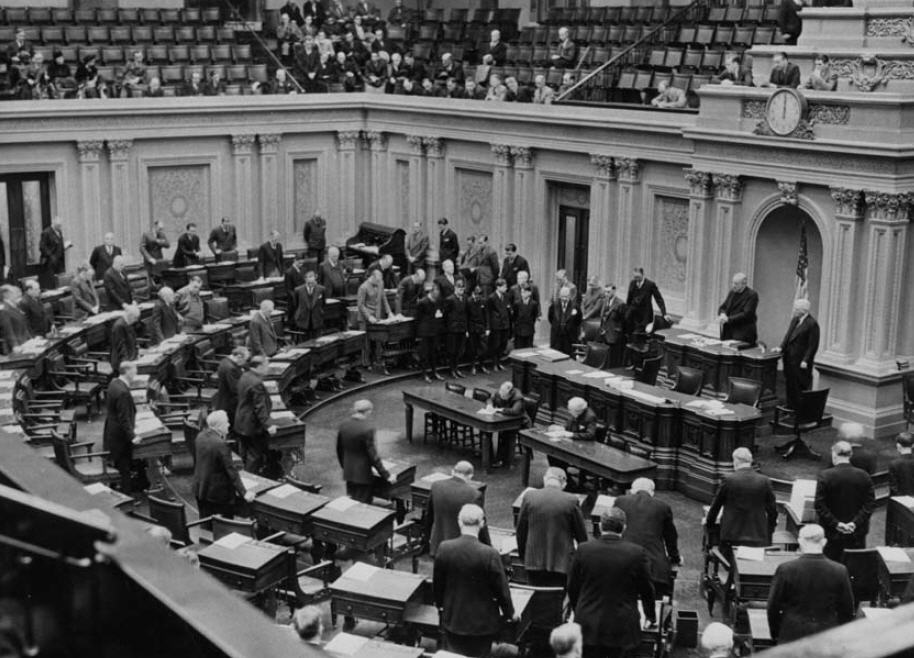
De Kamer van de Senaat, die geheel werd nagebouwd in de Sunset Gower Studios van Columbia Pictures.

In de reproductie van de Kamer van de Senaat werd de meeste moeite gestoken. De pasgebouwde, aangrenzende studio's 8 en 9 van Columbia Pictures werden samengevoegd en de set werd nagenoeg op schaal nagebouwd, wat het de grootste set van Columbia op dat moment maakte. James D. Preston, de voormalige opzichter van de perstribune, kreeg van Capra de functie van technisch directeur voor de set van de Senaat. Samen met artdirector Lionel Banks maakte hij met behulp van foto's de gehele Senaatskamer na: de vloer, de tribune van de vicepresident en de tribunes van de pers, het publiek en de loopjongens. Een dergelijke ruimte belichten en filmen vergde het uiterste van de elektriciens en het camera- en geluidspersoneel. Om ondanks deze beperkingen toch levendig filmmateriaal te krijgen, werden de scènes met een groot aantal bewegende camera's en microfoons gemaakt in zo lang mogelijke opnames.
Op 7 juli 1939 waren de opnames voltooid, acht dagen later dan gepland.

### Muziek
De muziek bij de film werd verzorgd door de Russische filmcomponist Dmitri Tjomkin, die een jaar eerder de muziek had geschreven voor Capra's film You Can't Take It with You. Capra had een voorkeur voor spontane volksmuziek, hij wilde muziek "door het volk, voor het volk en van het volk". De film begint bijvoorbeeld met een kakofonie van fragmenten uit patriottistische liederen als Yankee Doodle Dandy, My Darling Clementine en Columbia, the Gem of the Ocean. In de film werden bewerkingen door Tjomkin verwerkt van andere populaire melodieën als The Star-Spangled Banner, My Country, 'Tis of Thee, The Battle Hymn of the Republic en When Johnny Comes Marching Home; muziek die een beroep zou doen op het wij-gevoel bij het Amerikaanse publiek.

### Montage
Gene Havlick en Al Clark zorgden voor de montage van Mr. Smith Goes to Washington. Voor de montages met visuele effecten, zoals de scène waarin Jefferson Smith de monumenten van Washington bezoekt, schakelde Frank Capra de Servisch-Amerikaanse filmregisseur en editor Slavko Vorkapić in. Vorkapić had in Hollywood grote bekendheid verworven door zijn dynamische montages in de traditie van de Russische propagandafilms van regisseur Sergej Eisenstein. De montages van Vorkapić kenmerkten zich door overweldigende beelden, die de nietigheid van de individuele persoon benadrukten. Voor de montage van de sightseeing-scène gebruikte Vorkapić een groot aantal vernieuwende montage- en cameratechnieken, zoals overvloeiers (een techniek waarbij één beeld geleidelijk overgaat in een ander) en tracking shots (het bewegen van de camera over rails).

### Afronding
De film kostte ongeveer twee miljoen dollar, $288.660 meer dan begroot was. Tijdens de screenings nam Capra zijn moeder mee naar de studio. Saridda Capra was nooit onder de indruk van Capra's werk, maar met het vertonen van Mr. Smith Goes to Washington hoopte Capra dat daar verandering in kwam. Na de film vroeg Saridda aan Frank Capra: "Nou Frankie, wanneer ga je een baan zoeken?" Saridda Capra had tijdens heel Franks loopbaan een negatieve kijk op zijn werk, belangrijker was de mening van het grote publiek. Voordat de film in première ging werd er dus een aantal sneak previews gehouden, waarbij een medewerker van Capra met een recorder tussen het publiek zat om de reacties op band vast te leggen. De gedeeltes waarin werd gelachen of de adem ingehouden, werden goedgekeurd. In de opnames waarbij het publiek kuchte, ging verzitten of andere tekenen van verveling vertoonde, werd zoveel mogelijk gesnoeid. Mogelijk is dit de reden voor het weglaten van het alternatieve einde in de uiteindelijke versie.

## Ontvangst

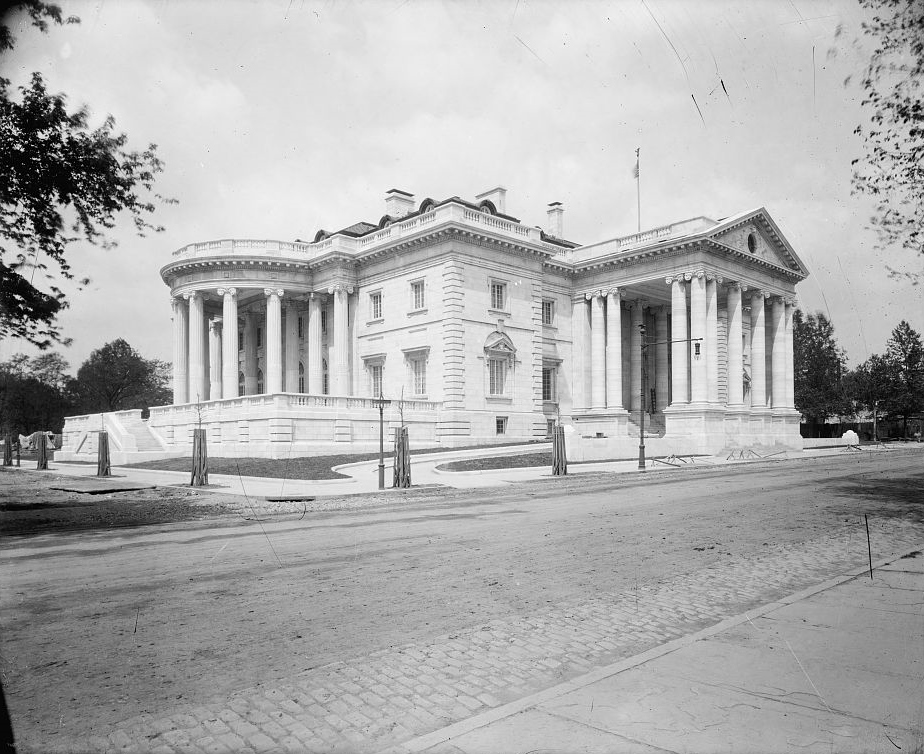
De DAR Constitution Hall, waar de film op 17 oktober 1939 in première ging

Mr. Smith Goes to Washington ging op 17 oktober 1939 in première in de DAR Constitution Hall in Washington. Deze première werd door de National Press Club gesponsord en aangekondigd door een speciale editie van The Washington Times Herald. Buiten het gebouw waren zoeklichten geplaatst en er was een band die patriottistische liederen speelde. 4.000 gasten woonden de première bij, waaronder 45 senatoren.
Na de eerste helft van de vertoning begon het publiek rumoerig te worden en begonnen er mensen de zaal te verlaten. De film ontlokte hevige kritiek van de pers en de politici van het Amerikaans Congres. Door de vertoonde corruptie in de Amerikaanse regering bestempelden zij de film als anti-Amerikaans en procommunistisch. Frank Capra beweerde later dat ook senatoren de zaal verlieten. Of dit werkelijk gebeurde is niet met zekerheid te zeggen, maar volgens de pers veroorzaakten enkele senatoren veel commotie tijdens de voorstelling. Senator Alben W. Barkley, de Leider van de Meerderheid in de Senaat, noemde de film "silly and stupid" en schilderde de Senaat volgens hem af als een bende schurken. Toen de vertoning was afgelopen raakte Capra bijna slaags met een persman die kwaad was omdat de film een dronken journalist (Diz Moore) liet zien.
Diverse senatoren en andere politici leverden negatieve kritiek in de nieuwsbladen. De senator James F. Byrnes opperde het idee om een officiële actie tegen het uitbrengen van de film te beginnen. Pete Harrison, uitgever van het filmblad Harrison's Reports, verhaalde dat sommige senatoren als reactie op Capra's film een wetsvoorstel wilden doordrukken, waarin werd bepaald dat bioscoopeigenaren de vertoning van dit soort films mochten weigeren. Het wetsvoorstel werd niet aangenomen, maar de senatoren bleven naar verluidt proberen om door middel van allerlei wetsvoorstellen Columbia dwars te liggen. De filmmaatschappij hanteerde daarom een nieuw beleid in haar eerstvolgende producties, waarin patriottisme en bejubeling van de democratie centraal stonden.

### Positieve kritieken
Een week na de première in de DAR Constitution Hall werd de film voor het grote publiek vertoond in de Radio City Music Hall in New York en werd hier enthousiast ontvangen. Filmcritici met een neutralere blik waren lovend over de film en namen de boodschap in de film serieus. Mr. Smith Goes to Washington wordt genoemd als een van de meest typische klokkenluiders in de Amerikaanse filmgeschiedenis. Frank S. Nugent van de New York Times schreef bijvoorbeeld:

[Capra] is operating, of course, under the protection of that unwritten clause in the Bill of Rights entitling every voting citizen to at least one free swing at the Senate. Mr. Capra’s swing is from the floor and in the best of humor; if it fails to rock the august body to its heels — from laughter as much as from injured dignity — it won’t be his fault but the Senate’s, and we should really begin to worry about the upper house.
(Capra opereert uiteraard onder de bescherming van die ongeschreven regel in de grondwet dat elke stemmende burger ongestraft ten minste één vrije slag richting de Senaat mag maken. Meneer Capra's slag is uitstekend en van de beste humor; als het er niet in slaagt om het publiek van zijn sokken te blazen, zowel van het lachen als door gekrenkte waardigheid, is het niet zijn schuld maar die van de Senaat, en moeten we echt beginnen met ons zorgen te maken over het Hogerhuis.)
— Frank S. Nugent

De film deed het erg goed bij het publiek, maar door de gemaakte kosten tijdens het filmen maakte Columbia Pictures slechts een nettowinst van $168.500. De film verscheen in 1960 voor het eerst op de Amerikaanse televisie. Het was de tweede film die CBS vertoonde in hun Award Theater-programma, dat vanaf 1959 elk jaar een kwalitatief hoogstaande film van vóór 1948 vertoonde.

### In Europa
Joseph P. Kennedy, de Amerikaanse ambassadeur in Groot-Brittannië, schreef aan Frank Capra en Columbia-directeur Harry Cohn dat hij vreesde dat Mr. Smith Goes to Washington het prestige van Amerika in de ogen van Europa zou schaden en vroeg hun om de film derhalve niet in Europa uit te brengen. De film werd verboden in nazi-Duitsland, fascistisch Italië, Spanje en de Sovjet-Unie. Bovendien werd de film volgens Capra in sommige landen in Europa zodanig nagesynchroniseerd dat de zogenaamde anti-Amerikaanse boodschap werd verhuld. Toen er in 1942 een verbod op alle Amerikaanse films in het door Duitsland bezette Frankrijk werd aangekondigd, koos een aantal bioscopen ervoor om juist Mr. Smith Goes to Washington te laten zien als laatste film voordat het verbod van kracht ging. Een bioscoopeigenaar in Parijs liet de film zelfs 30 dagen aan een stuk vertonen.
In Nederland werd de film door de Centrale Commissie voor de Filmkeuring op 15 maart 1940 ongeschikt bevonden voor kijkers jonger dan 18 jaar, omdat hij "corruptie, misdadigheid en bedrog in democratisch Amerika" vertoonde.

### Prijzen en waarderingen
Mr. Smith Goes to Washington werd door The New York Times en Film Daily genoemd als een van de beste films van 1939. James Stewart won in 1939 bovendien de New York Film Critics Circle Award voor zijn acteerprestaties. In 1989 voegde de Library of Congress de film toe op de Amerikaanse National Film Registry, een register waar alleen films in worden opgenomen die "cultureel, historisch of esthetisch opvallend" zijn. Verder werd de film genomineerd voor 11 Academy Awards en kreeg een Oscar voor beste verhaal.
| Oscar                              | Genomineerde                    | Resultaat   | Winnaar                                             |
| ---------------------------------- | ------------------------------- | ----------- | --------------------------------------------------- |
| Oscar voor beste film              | Columbia Pictures (Frank Capra) | Genomineerd | David O. Selznick - Gone with the Wind              |
| Oscar voor beste regisseur         | Frank Capra                     | Genomineerd | Victor Fleming - Gone with the Wind                 |
| Oscar voor beste acteur            | James Stewart                   | Genomineerd | Robert Donat - Goodbye, Mr. Chips                   |
| Oscar voor beste bewerkte scenario | Sidney Buchman                  | Genomineerd | Sidney Howard - Gone with the Wind                  |
| Oscar voor beste verhaal           | Lewis R. Foster                 | Gewonnen    | Lewis R. Foster                                     |
| Oscar voor beste mannelijke bijrol | Harry Carey                     | Genomineerd | Thomas Mitchell - Stagecoach                        |
| Oscar voor beste mannelijke bijrol | Claude Rains                    | Genomineerd | Thomas Mitchell - Stagecoach                        |
| Oscar voor beste productieontwerp  | Lionel Banks                    | Genomineerd | Lyle R. Wheeler - Gone with the Wind                |
| Oscar voor beste montage           | Gene Havlick en Al Clark        | Genomineerd | Hal C. Kern en James E. Newcom - Gone with the Wind |
| Oscar voor beste originele muziek  | Dmitri Tjomkin                  | Genomineerd | Herbert Stothart - The Wizard of Oz                 |
| Oscar voor beste geluid            | John P. Livadary                | Genomineerd | Bernard B. Brown - When Tomorrow Comes              |

Prijzen van het American Film Institute
- 1998 AFI's 100 Years... 100 Movies: plaats 29
- 2003 AFI's 100 Years... 100 Heroes and Villains:
  - Jefferson Smith als held: plaats 11
  - Senator Joseph Paine als schurk: genomineerd
- 2006 AFI's 100 Years... 100 Movies: plaats 5
- 2007 AFI's 100 Years... 100 Movies: plaats 26

### Beschuldiging vanplagiaat
In 1941 werd een rechtszaak aangespannen tegen Columbia Pictures door Louis Ullman en Norman Houston, die beiden beweerden dat het script was gebaseerd op werken die zijzelf hadden geschreven. Lewis Foster, de schrijver van het oorspronkelijke verhaal The Gentleman from Montana, getuigde dat hij het had geschreven met het oog op Gary Cooper als hoofdrolspeler. Frank Capra beweerde bovendien dat hij de werken van Ullman en Houston niet had ingezien en het verhaal van Foster wilde gebruiken als een vervolg op Mr. Deeds Goes to Town. Uiteindelijk besliste de rechtbank in het voordeel van Columbia Pictures.

## Thematiek

### Vechten voor Amerika's idealen
Frank Capra's jeugdjaren waren een schoolvoorbeeld van de Amerikaanse droom. Hij emigreerde op zesjarige leeftijd vanuit Palermo naar Amerika, samen met zijn ouders en zijn zes broers en zussen. Het gezin was erg arm en Frank Capra hielp mee de kost verdienen door het rondbrengen van kranten, maar vervolgens wist Capra zich op te werken tot succesvol filmregisseur. Patriottisme werd derhalve een van de hoofdthema's in Capra's films, naast het vechten voor Amerika's idealen en hoe een enkele individu het opneemt tegen de opinie van de massa.
Dankzij de New Deal, het wetsprogramma van Franklin Roosevelt, had Amerika zich aan het einde van de jaren 30 hersteld van de effecten van de Grote Depressie. Tijdens de depressie waren sociaal-economische vrijheden belangrijk voor het Amerikaanse volk, zoals vrijheid van werk. Aan de vooravond van de Tweede Wereldoorlog in 1939 was het zwaartepunt naar andere vrijheden verschoven, zoals politieke vrijheid en vrijheid van meningsuiting.
Deze vrijheden en het gevecht voor het behoud daarvan worden in Mr. Smith Goes to Washington in één personage belichaamd: Jefferson Smith. Zijn grote vaderlandsliefde wordt al vroeg in de film duidelijk; Smith citeert Abraham Lincoln en Thomas Jefferson uit het hoofd, wordt enorm enthousiast als hij het Capitool ziet en raakt niet uitgepraat over het feit dat hij de voormalige lessenaar van Daniel Webster mag gebruiken. Wanneer Smith echter kennis maakt met de corruptie van het politieke apparaat, transformeert hij van een enthousiaste naïeveling in een fanatieke vechtersbaas. Capra wilde met zijn film duidelijk maken hoe waardevol de Amerikaanse idealen zijn, zoals democratie, vrijheid en gelijkheid. Wanneer het nodig is, moet er voor deze idealen gevochten worden. De film laat zien dat mensen die hiervoor willen vechten niet alleen staan. Smith was een schijnbaar kansloos gevecht tegen corruptie begonnen, maar krijgt steeds meer hulp als hij zijn omstanders weet te overtuigen.

### De invloed van de pers
Een ander thema in de film is het gevaar van de invloed die de pers op de publieke opinie uitoefent. Clarissa Saunders weet de journalist Diz Moore over te halen om Smith belachelijk te maken in de kranten van Washington. In de scène waarin Smith wordt toegesproken door de journalisten, wordt vervolgens de apathische houding van de media tegenover de waarheid afgebeeld. Na een tweede aanval door de pers, ditmaal onder leiding van de corrupte Jim Taylor, werd aan Smith te kennen gegeven dat zijn politieke loopbaan ten einde was gelopen. Dankzij het clubblad van de Boy Rangers veranderde de opinie van de Amerikanen echter in het voordeel van Smith en zijn loopbaan was gered. De gevaarlijke invloed van de pers was een terugkerend thema in Capra's volgende film Meet John Doe (1941).